# Comunidad de Villa y Tierra de Fresno de Cantespino

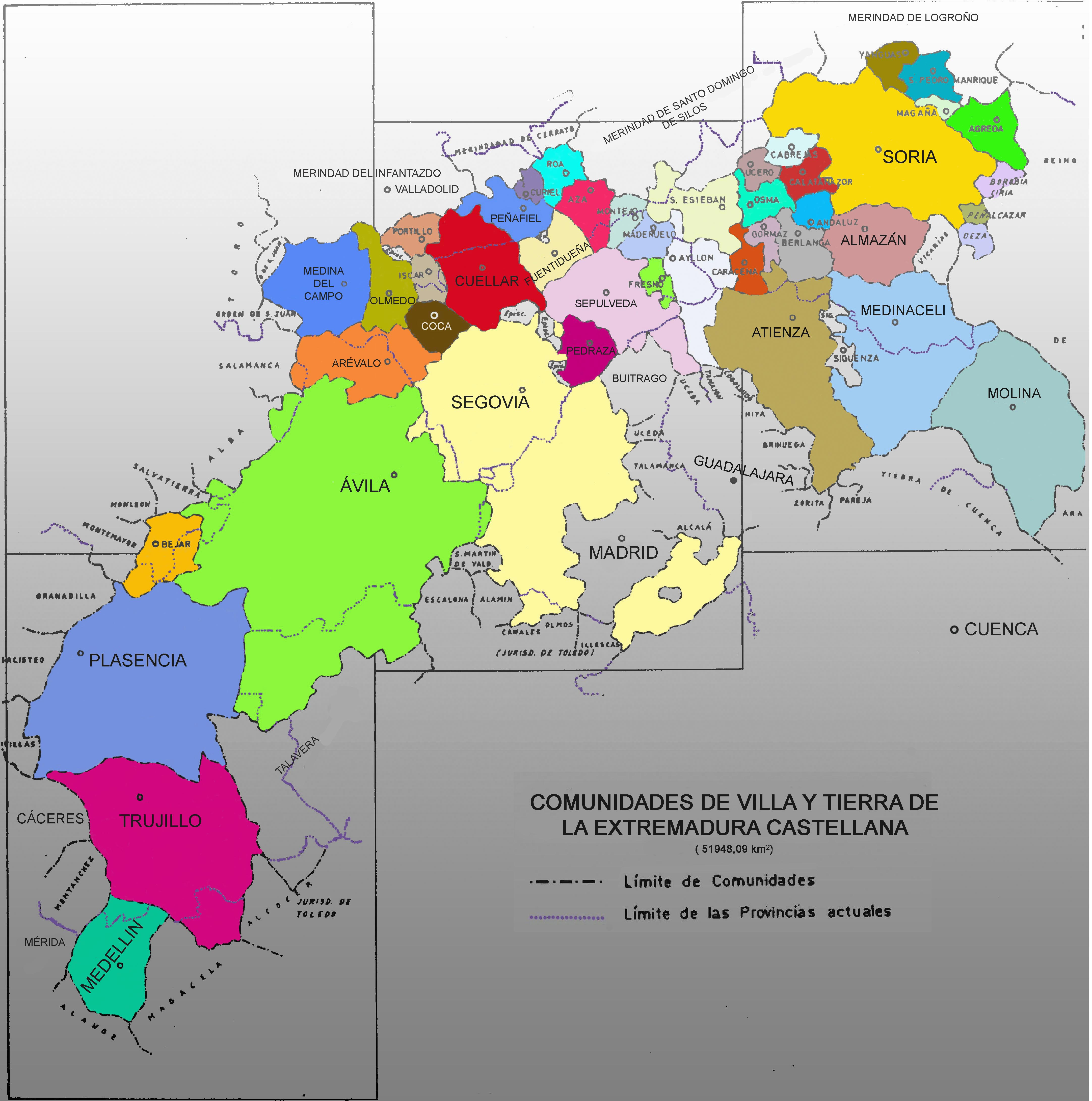
Comunidades de villa y tierra de l'Extremadura castellana

La Comunidad de Villa Y Tierra de Fresno de Cantespino és una de les Comunidades de Villa y Tierra situada al nordeste de la província de Segòvia i envoltada per la Comunitat de Villa y Tierra de Sepúlveda de la qual fou un ochavo, separant-se a mitjan segle xii, la Comunidad de Villa y Tierra de Ayllón i la Comunidad de Villa y Tierra de Maderuelo.
Actualment abasta 114,34 km² que integra:
Municipi de Fresno de Cantespino:
- Fresno de Cantespino
- Cascajares
- Castiltierra
- Cincovillas
- Gomeznarro
- Pajares de Fresno
- Riahuelas
- El Corporario (desaparegut)
- Mezquetillas (desaparegut)
- Aldíñigo (desaparegut)

Municipi de Sequera de Fresno.
- Sequera de Fresno.
- San Quílez (desaparecido)

Municipi de Riaza (poblacions integrades al municipi de Riaza)
- Aldeanueva del Monte
- Barahona de Fresno.

Fins al segle xix van arribar a estar integrats el municipi de Riofrío de Riaza, Hontanares i fins i tot terres, a la província de Guadalajara.

## Història
Les Comunitats de Vila i Terra són una institució política castellana, un ens jurídic autònom que va néixer lliurement com un sistema d'autogovern que distribuïa justícia i autoritat entre els seus veïns i ordenava en comunitat l'aprofitament de les aigües, de les terres i de les pinedes. Es va formar amb la suma d'antics costums més les necessitats pròpies de l'època. Va néixer arran de la repoblació efectuada per Alfons VI, quan van sorgir els grans Concejos al llarg de la línia del sud del Duero.
Interessos comuns de diverses poblacions van fer que aquestes s'agrupessin en una Comunitat. Més tard, el rei Alfons VIII de Castella va donar i va donar vigor a aquests concejos. D'una banda el rei obtenia lleialtat i força militar, per un altre els concejos es veien beneficiats per certs privilegis i possessions, amb el consegüent augment de poder i gran enlairament econòmic. A partir de 1833, amb la reorganització d'Espanya en les províncies, les comunitats van perdent les seves funcions habituals.
Actualment subsisteix com a mancomunitat per a l'administració del seu patrimoni, integrat per la Forest nº 251 d'Utilitat Pública.